# Norma Barbolini
Norma Barbolini (Sassuolo, 3 de marzo de 1922-Módena, 14 de abril de 1993) fue una importante partisana italiana, activa en la Resistencia en la región de Emilia Romagna.

## Biografía
Frecuentó la escuela primaria en la ciudad de Sassuolo y, a la muerte del padre, empezó a trabajar como obrera en la producción especializada de cerámica. En 1941 participó en una huelga en la fábrica donde trabajaba (Ceramica Marazzi) para protestar contra las escasas raciones de alimento. Como consecuencia, fue despedida de la fábrica.
Cuando, el 7 de noviembre de 1943, su hermano Giuseppe Barbolini se unió a la Resistencia en los Apeninos, ella le siguió. Norma Barbolini participó en la Resistencia primero como staffetta (mensajera) y luego como partisana combatiente. En 1944, en un enfrentamiento con las fuerzas nazis y fascistas en Cerré Sologno, Giuseppe Barbolini fue herido. La hermana lo sustituyó en el comando de la división partisana Ciro Menotti (llamada Brigata Barbolini), llevando a término la batalla exitosamente. En esa época, había una recompensa de 400.000 liras por ella y su hermano.
Después de la guerra, Norma Barbolini volvió a su trabajo de obrera de fábrica. Recibió el grado de capitán del ejército italiano y la medalla de plata al valor militar como reconocimiento por su lucha en la Resistencia. En 1946 fue elegida assessore ("consejera") en la ciudad de Sassuolo. Fue miembro del Partido comunista italiano.
En los siguientes años, se mudó a Módena, donde formó parte del Comité provincial del ANPI (Associazione Nazionale Partigiani d'Italia), y participó activamente en la Unión de Mujeres Italianas. Fue funcionaria del Sindacato provinciale e nazionale ceramisti (Sindicato provincial y nacional de ceramistas), que forma parte de la Cgil (Confederación Italiana del Trabajo).
Una entrevista a Norma Barbolini forma parte del documental La donna nella Resistenza (La mujer en la Resistencia) de Liliana Cavani (1965).

## Obras
- Norma Barbolini, Donne montanare. Racconti di antifascismo e Resistenza. (Mujeres de la montaña.Relatos de antifascismo y Resistencia), Modena, Ed. Cooptip, 1985.